# Mare de Déu i el Nen entronitzats amb sis àngels
Mare de Déu i el Nen entronitzats amb sis àngels és un quadre del pintor italià Lorenzo Monaco pintat entre el 1415 i 1420, pertanyent a la Col·lecció Thyssen-Bornemisza, i exposat actualment al Museu Nacional d'Art de Catalunya.